# Grove Park (Hounslow)
Pour les articles homonymes, voir Grove Park.
Grove Park est une zone anglaise située à l'ouest de Londres, dans le borough londonien de Hounslow.